# Carlos Soza
Carlos Andrés Soza Quezada (n. Talcahuano, Chile; 19 de septiembre de 1989) es un futbolista chileno que juega de delantero y su actual equipo es Deportes Copiapó de la Primera B de Chile.

## Clubes
| Club                   | País       | Año       |
| ---------------------- | ---------- | --------- |
| Deportes Copiapó       | Chile      | 2008-2009 |
| Cobresal               | Chile      | 2010-2012 |
| Deportes Copiapó       | Chile      | 2013-2014 |
| Lota Schwager          | Chile      | 2015      |
| Deportes Iquique       | Chile      | 2015-2016 |
| Iberia                 | Chile      | 2016-2017 |
| Deportes Melipilla     | Chile      | 2018      |
| Olmedo                 | Ecuador    | 2018      |
| Atlético Santo Domingo | Ecuador    | 2019      |
| Jicaral                | Costa Rica | 2020      |
| Limón F.C.             | Costa Rica | 2020      |
| Magallanes             | Chile      | 2020-2021 |
| Deportes Copiapó       | Chile      | 2021-2022 |
| Deportes Puerto Montt  | Chile      | 2023      |
| Deportes Linares       | Chile      | 2024      |
| Deportes Copiapó       | Chile      | 2025-Act. |